# Ripe (Civitella del Tronto)
Ripe è una frazione del comune italiano di Civitella del Tronto, in provincia di Teramo, situata a circa 7 km dal capoluogo, all'interno del Parco nazionale del Gran Sasso e Monti della Laga.

## Geografia fisica
Il paese è collocato sulle pendici della Montagna dei Fiori ed in prossimità della famosa Grotta di Sant'Angelo, immersa nell'area naturale protetta della Riserva regionale delle Gole del Salinello, un enorme canyon scavato dall'acqua del fiume Salinello tra i Monti Gemelli: il Foltrone (1720 m) e il Girella (1814 m).

## Storia
Gli scavi archeologici condotti intorno al 1965 nei pressi della Grotta di Sant'Angelo, situata ad ovest del centro abitato, hanno restituito reperti risalenti al periodo dal Neolitico (V millennio a.C.) fino all’Età del ferro (I millennio a.C.), mentre i resti di epoca medievale sono relativi all'eremo che vi si insediò attorno al XIII secolo.
Le case di Ripe, secondo i racconti degli anziani del paese, risalirebbero al 1300 e sarebbero interamente costruite con pietre di fiume.
La popolazione, soprattutto a partire dal secondo dopoguerra, è andata via via diminuendo perché i giovani venivano sempre più attratti dalle possibilità di lavoro nei comuni limitrofi o nelle Città di Roma e Milano. Molti, sono emigrati verso il Canada, gli Stati Uniti d'America, il Venezuela e l'Argentina.
Alcuni emigranti negli anni 1980 e 1990 sono tornati nel loro paese natale in villeggiatura o per passarvi gli ultimi anni, investendo nella ristrutturazione di alcune abitazioni.
Negli anni 1970 era presente un piccolo emporio, dove si poteva anche telefonare, un ufficio postale, ed una piccola osteria, dove gli uomini del paese si cimentavano nel gioco delle carte. L'ufficio postale, l'osteria e l'emporio chiusero definitivamente negli anni 1990.
A partire dal 17 marzo 2015, a causa di ripetute nevicate, Ripe è stata interessata da un movimento franoso che ha costretto alcune famiglie a lasciare temporaneamente le proprie abitazioni. L'8 dicembre 2016 sono stati consegnati i lavori di mitigazione del rischio idrogeologico e il 7 marzo 2017 sono iniziati i lavori di ripristino della viabilità parzialmente interrotta dai movimenti franosi.

## Geografia antropica
Il piccolo paesino di Ripe si divide in tre parti: le case da 'piè, un'gime u'colle (o mezzo paese), u'caimmatà.

## Chiesa di San Pietro
La chiesa di Ripe, intitolata ai Santi Pietro e Paolo, è citata in documenti del 1483 come sede priorale, ma l'edificio attuale è stato completamente ricostruito ad inizio Settecento.
La facciata è disegnata con il classico profilo a capanna, l'interno è ad aula unica e la zona presbiteriale è divisa dal resto da un arco. In posizione arretrata sul fianco destro della chiesa si eleva il campanile, a pianta rettangolare, ospitante quattro campane.

## Infrastrutture e trasporti
La frazione è attraversata dalla Strada Provinciale 53 delle Casermette che risulta interdetta al traffico a monte del centro abitato di Ripe, al km.ca 3+000.
A ovest del paese, ai piedi dei Monti Gemelli, vi è anche una grande area adibita a poligono di tiro. Totalmente immersa nella natura e priva di strutture, viene utilizzata principalmente dai militari dell'Esercito Italiano.